# Ян Круковецький
Ян Стефан Круковецький гербу Помян (пол. Jan Stefan Krukowiecki; 15 грудня 1772, Львів — 17 квітня 1850, Попень) — польський генерал, учасник Наполеонівських воєн і Листопадового повстання, граф.

## Життєпис
Батько, Петро Круковецький, отримав графський титул від імператриці Марії Терезії. Ян Круковецький закінчив Терезіанум у Відні. В армії з 1786 року, спочатку він служив в австрійській армії, потім у французькій і армії герцогства Варшавського, був важко поранений в 1812 році під час боїв за Смоленськ.
Графський титул, успадкований від батька, був підтверджений йому в Королівстві Польському в 1820 році.
В 1829 році отримав звання генерал-майора. Спочатку командував бригадами 2-ї та 1-ї піхотної дивізії, а з 1829 року — 1-ю піхотною дивізією.
Після спалаху Листопадового повстання він командував 1-ю піхотною дивізією. Командував під час переможної битви під Біломенкою. Брав участь у битві під Грохувом, в якій відмовився виконувати наказ контратаки генерала Хлопіцького. У березні 1831 року, призначений генералом від інфантерії та став губернатором Варшави. У серпні та вересні 1831 року Президент Національного уряду Королівства Польського та фактичний керівник у заключний період боїв. Надзвичайно консервативний офіцер, заборонив Патріотичне товариство під впливом подій вночі 15 серпня. Вів переговори з маршалом Іваном Паскевичем щодо умов капітуляції, звинувачувався у недостатній підготовці столиці до оборони і таємних контактах з ворогом. Після капітуляції Варшави він залишився в столиці. Після падіння повстання за рішенням царя він спочатку був засланий до Ярослава, де перебував з листопада 1831 по травень 1832 року. Потім за царським наказом переведений до Вологди, де він пробув до 1835 року.
Під час перебування в Ярославі та Вологді він писав щоденник для своєї дружини. Він також описав долю генералів, які відбували з ним покарання у вигнанні в Ярославі та Вологоді, серед них: Міхал Ґедеон Радзивілл, Ісидор Красінський, Ігнатій Продзинський, Валентій Завадський, Едвард Жолтовський, Францішек Ксаверій Нєсоловський, Ксаверій Моравський, Юзеф Чижевський, Казімєж Дзєконський, Ян Томіцький.
Після закінчення вигнання він повернувся до Королівства Польського та оселився у Попні, маєтку, що належав його дружині — Гелені Круковецькій, уродженій Вольській.

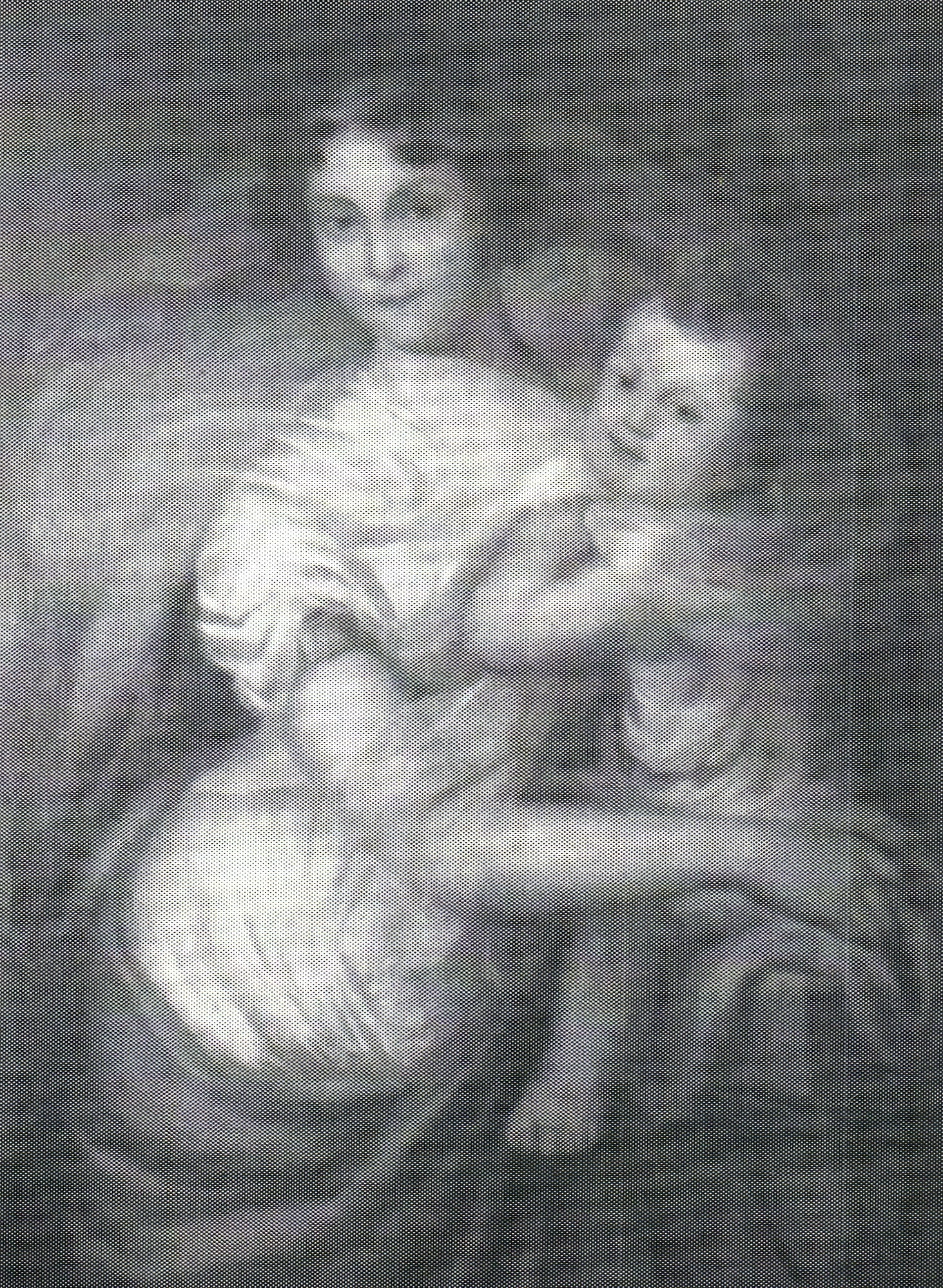
Дружина Гелена з сином (ймовірно Константин)

Його графський титул був затверджений в Російській імперії 27 грудня 1847 року.
Помер у Попні 17 квітня 1850 року, похований у Єжові у родинній гробниці.

## Відзнаки

Родинний герб

- Лицарського хреста ордена Virtuti Militari (1808),
- Лицарського хреста Обох Сицилій (1814),
- Орден Святого Володимира III класу
- Хрест французького полководця (28 жовтня 1813)[3], офіцерський хрест (28 жовтня 1813) та кавалерський (22 серпня 1812)
- Орден Почесного легіону[4]
- Орден св. Анни II класу з короною
- Орден св. Станіслава II класу (1820)
- Почесний знак за 25 років служби (1830)

## Linki zewnętrzne
- Pamiętniki Jana Krukowieckiego [Архівовано 25 квітня 2021 у Wayback Machine.] w bibliotece Polona